# António Maria Couceiro
António Maria Couceiro foi um Governador Civil português de vários distritos:
- Évora, entre 15 de Março de 1842 e 22 de Dezembro de 1843
- Castelo Branco, entre 22 de Dezembro de 1843 e 24 de Maio de 1846
- Faro, entre 20 de Outubro de 1846 e 1 de Julho de 1851; e de 29 de Julho de 1851 a 19 de Agosto de 1857

Colaborou no diário O Portuguêz .